# Val Fitch
Val Logsdon Fitch, född 10 mars 1923 i Merriman, Cherry County, Nebraska, död 5 februari 2015 i Princeton, New Jersey, var en amerikansk fysiker vid Princeton University. Han tilldelades Nobelpriset i fysik 1980 tillsammans med James Cronin. De fick priset med motiveringen "för upptäckten av brott mot fundamentala symmetriprinciper i neutrala K-mesoners sönderfall".